# Distrito Los Remedios
Los Remedios es uno de los once distritos en que está dividida a efectos administrativos la ciudad de Sevilla, capital de la comunidad autónoma de Andalucía, en España. Está situado en el suroeste del municipio. Limita al este con los distritos Sur y Bellavista-La Palmera; al norte con los distritos Casco Antiguo y Triana; al oeste, con los municipios de San Juan de Aznalfarache y Gelves; y al sur, con el municipio de Dos Hermanas.

## Barrios
- Tablada
- Los Remedios